# 이수백
이수백(李守白, ? ~ 1634년)은 조선 중기의 무신으로 이괄의 난 때 가담한 반란자 중 한 명이다.
여러 관직을 거쳐서 1606년 경원판관을 지냈고 1617년 포도청 종사관이 되었다. 1624년 평안병사 이괄의 휘하 장수로 있다가 이괄의 난이 일어나자 이에 가담해 한양까지 치고 내려왔다.
그러나 전세가 불리해지자 이천에서 기익헌과 함께 이괄, 한명련 등 반란 주모자 9명의 목을 베어 원수부에 전하고 투항해 목숨을 부지하고 귀양을 갔다.
수년 후 사면되었으나 본래 성품이 포악하고 음란하여 포도청에 있으면서도 수절과부를 겁간하는 등 행패가 심했다. 1634년 이 이유로 이괄의 난 때 희생당했던 청흥군 이중로의 아들 이문웅과 풍천 부사 박영신의 아들 박지병 등에게 대낮에 길거리에서 살해당했다.